# Place Clemenceau (Paris)
Pour les articles homonymes, voir Place Clemenceau.
La place Clemenceau est une voie située dans le quartier des Champs-Élysées du 8e arrondissement de Paris.

## Situation et accès
La place Clemenceau est desservie à proximité par les lignes 1 et 13 à la station Champs-Élysées - Clemenceau.

## Origine du nom

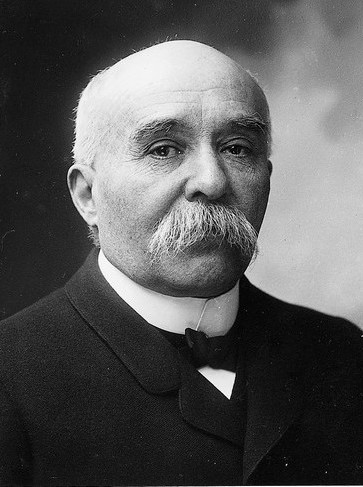
Georges Clemanceau en 1904.

Cette place rend hommage à Georges Clemenceau (1841-1929), homme politique français et président du Conseil.

## Historique

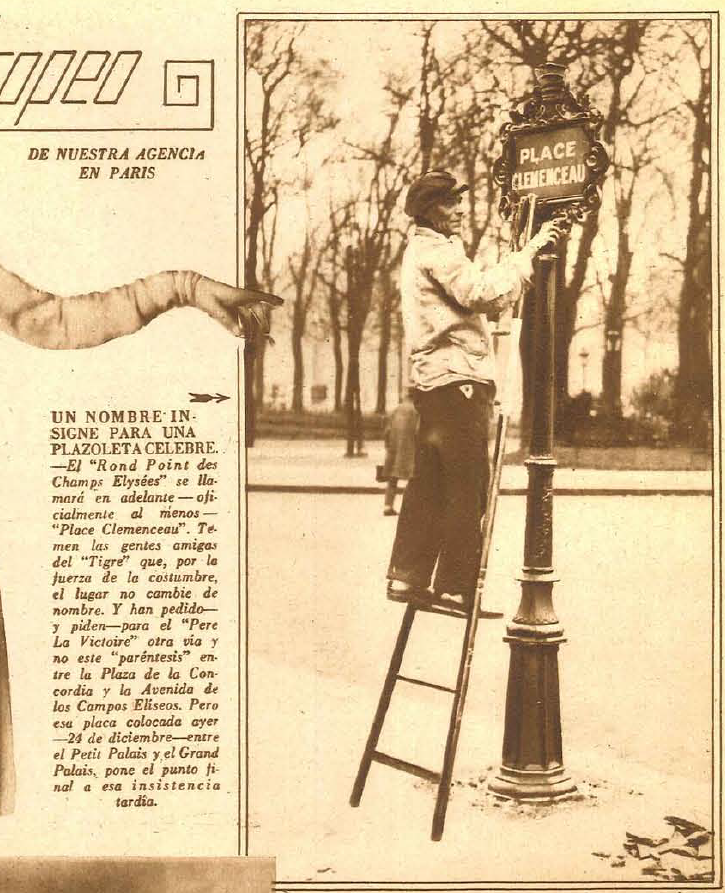
« Un nom prestigieux pour une place célèbre. Le rond-point des Champs-Élysées s'appellera désormais – officiellement du moins – « place Clemenceau ». Les amis du « Tigre » craignent que, par habitude, la place ne change pas de nom. Et ils ont demandé – et demandent encore – pour le « Père de la Victoire » un autre itinéraire, et non cette « parenthèse » entre la place de la Concorde et l'avenue des Champs-Élysées. Mais cette plaque, déjà apposée hier (24 décembre) entre le Petit Palais et le Grand Palais, met fin à cette insistance tardive ». Hebdomadaire argentin La Nación, 18 janvier 1931.

La place est créée et prend sa dénomination actuelle en 1930 sur l'emprise des voies qui la bordent.

## Bâtiments remarquables et lieux de mémoire
Les sites suivants se trouvent autour, ou sur la place Clemenceau : 
- le Grand Palais et le Petit Palais abritant musées et expositions ;
- les jardins des Champs-Élysées, classés en 1910 ;
- les bassins du Petit et Grand Palais (1840) ;
- La Statue de Georges Clemenceau, œuvre du sculpteur François Cogné, installée en 1932 ;
- la Statue du général de Gaulle, œuvre du sculpteur Jean Cardot, installée en 2000 à l'initiative de l'Association des Français libres (une autre œuvre de ce sculpteur se trouve à quelques pas, avenue Winston-Churchill et représente Winston Churchill).

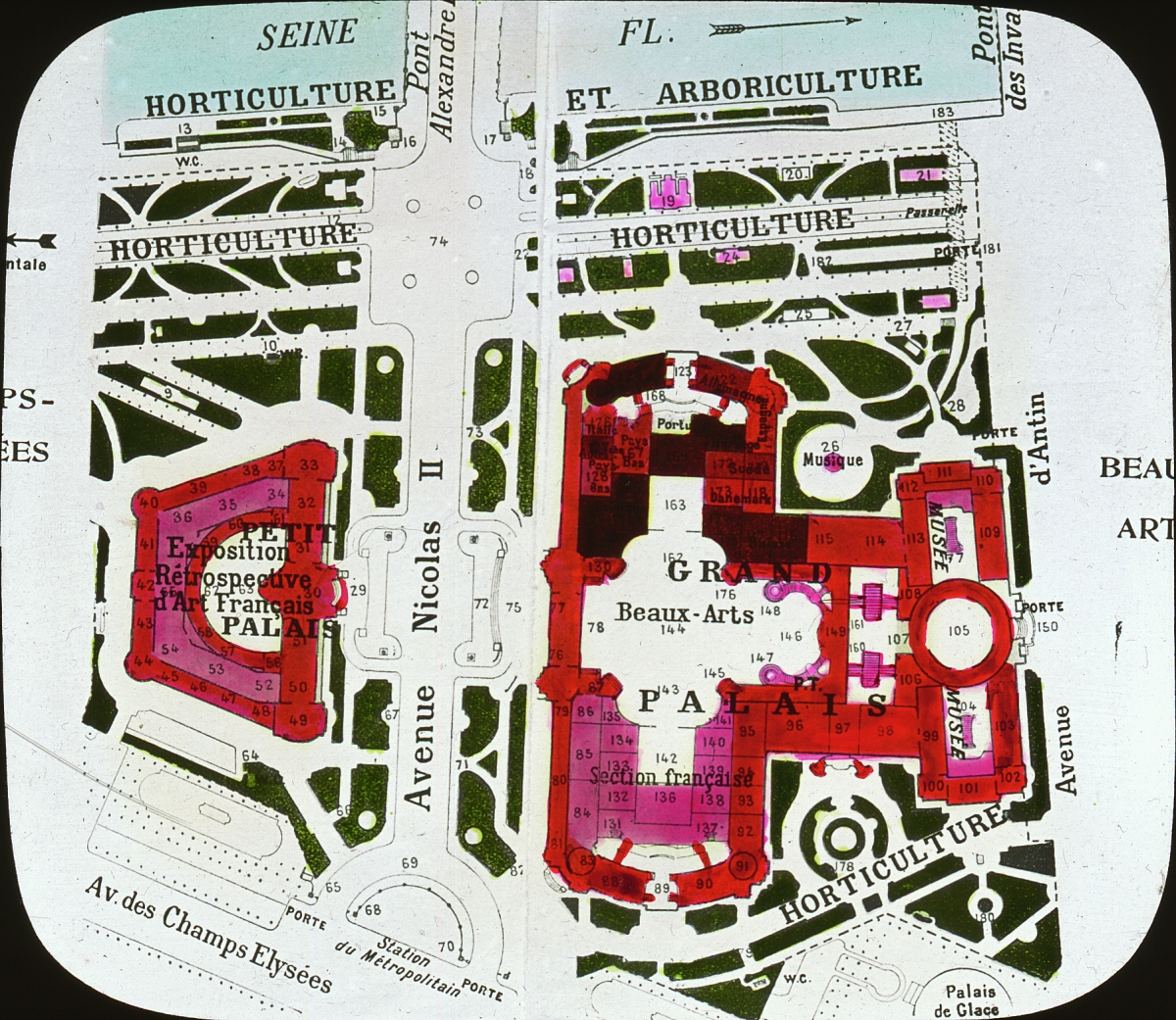
Plan de l’exposition de 1900 : l’emplacement de la place Clemenceau figure entre l'avenue Nicolas-II (actuelle avenue Winston-Churchill) et l’avenue des Champs-Élysées.
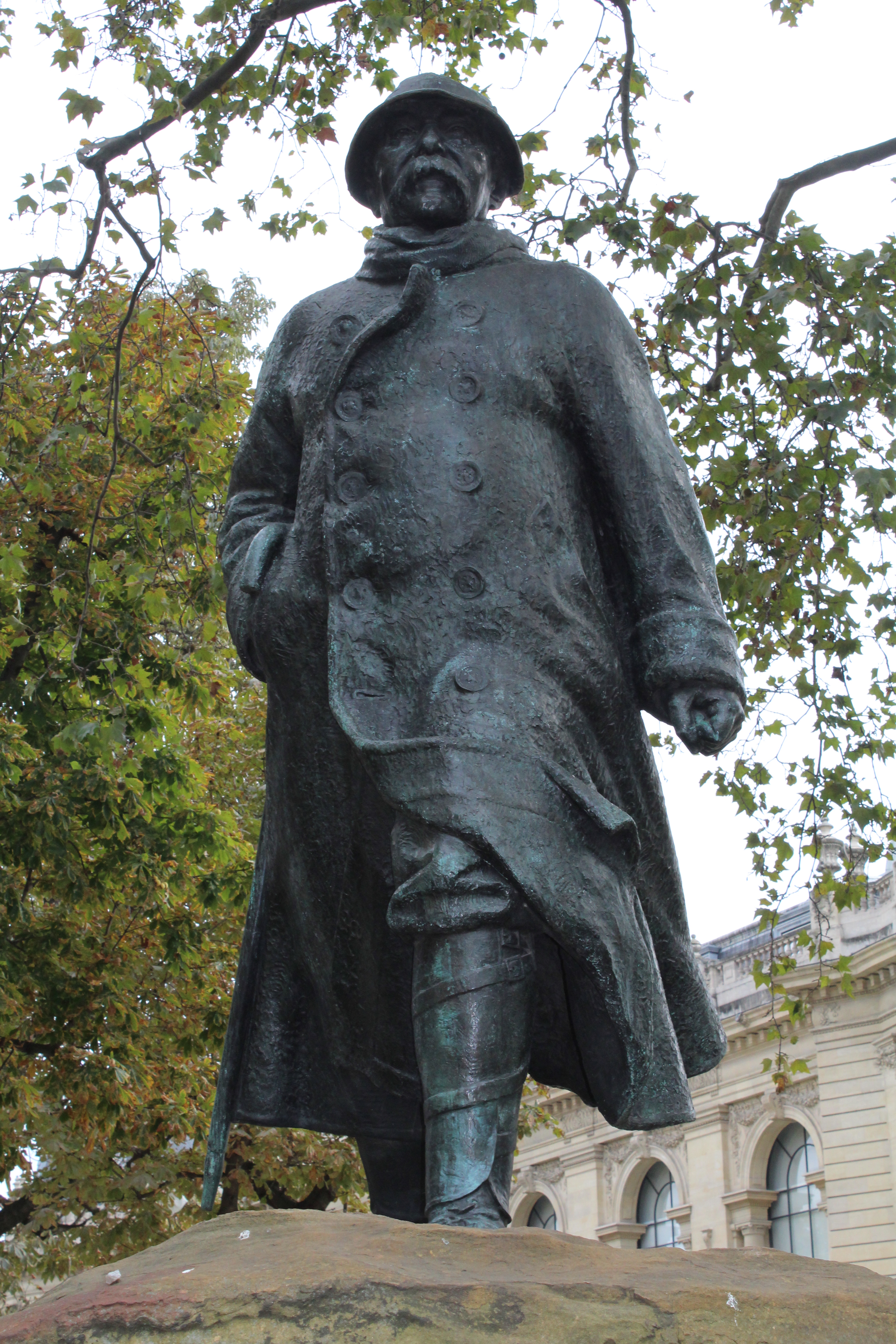
La statue de Clémenceau.